# Huštilář
Huštilář je malá vesnice, část obce Nechvalice v okrese Příbram ve Středočeském kraji. Nachází se čtyři kilometry východně od Nechvalic. Je zde evidováno 9 adres. V roce 2011 zde trvale žilo osm obyvatel.
Huštilář leží v katastrálním území Ředice o výměře 4 km².

## Historie
První písemná zmínka o vesnici pochází z roku 1450.

## Obyvatelstvo
| Rok            | 1869 | 1880 | 1890 | 1900 | 1910 | 1921 | 1930 | 1950 | 1961 | 1970 | 1980 | 1991 | 2001 | 2011 | 2021 |
| -------------- | ---- | ---- | ---- | ---- | ---- | ---- | ---- | ---- | ---- | ---- | ---- | ---- | ---- | ---- | ---- |
| Počet obyvatel | 43   | 50   | 51   | 61   | 46   | 50   | 35   | 36   | 31   | 27   | 18   | 14   | 12   | 8    | 6    |
| Počet domů     | 4    | 6    | 8    | 9    | 9    | 8    | 9    | 9    | 9    | 8    | 7    | 7    | 8    | 8    | 8    |

## Obecní správa
Při sčítání lidu v letech 1850–1975 Huštilář byl osadou obce Ředice, se kterým patřil nejprve do okresu Sedlčany, ale od roku 1960 v okrese Příbram. Od 1. ledna 1976 je částí obce Nechvalice v okrese Příbram.

## Další fotografie

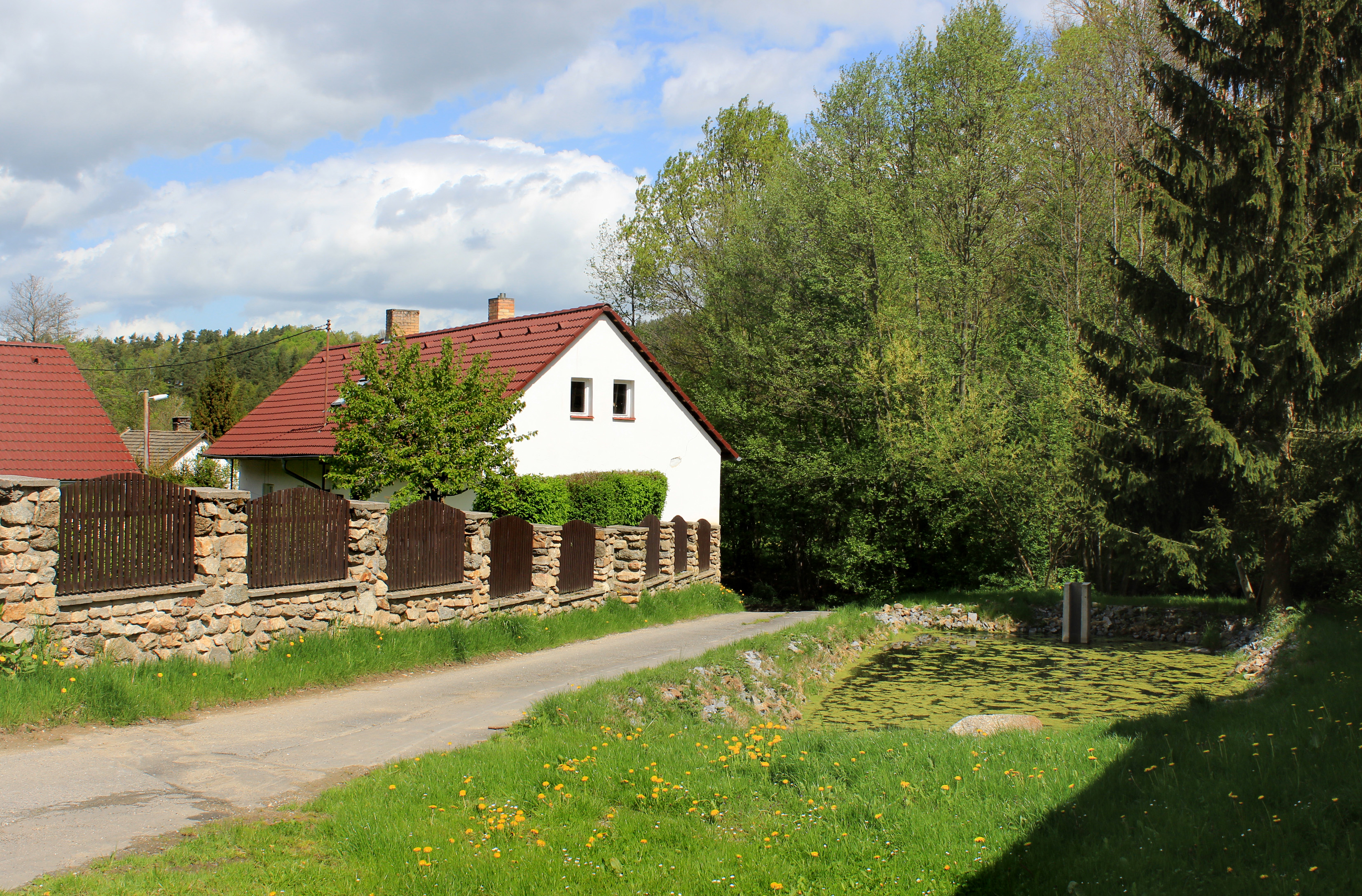
Malý rybník
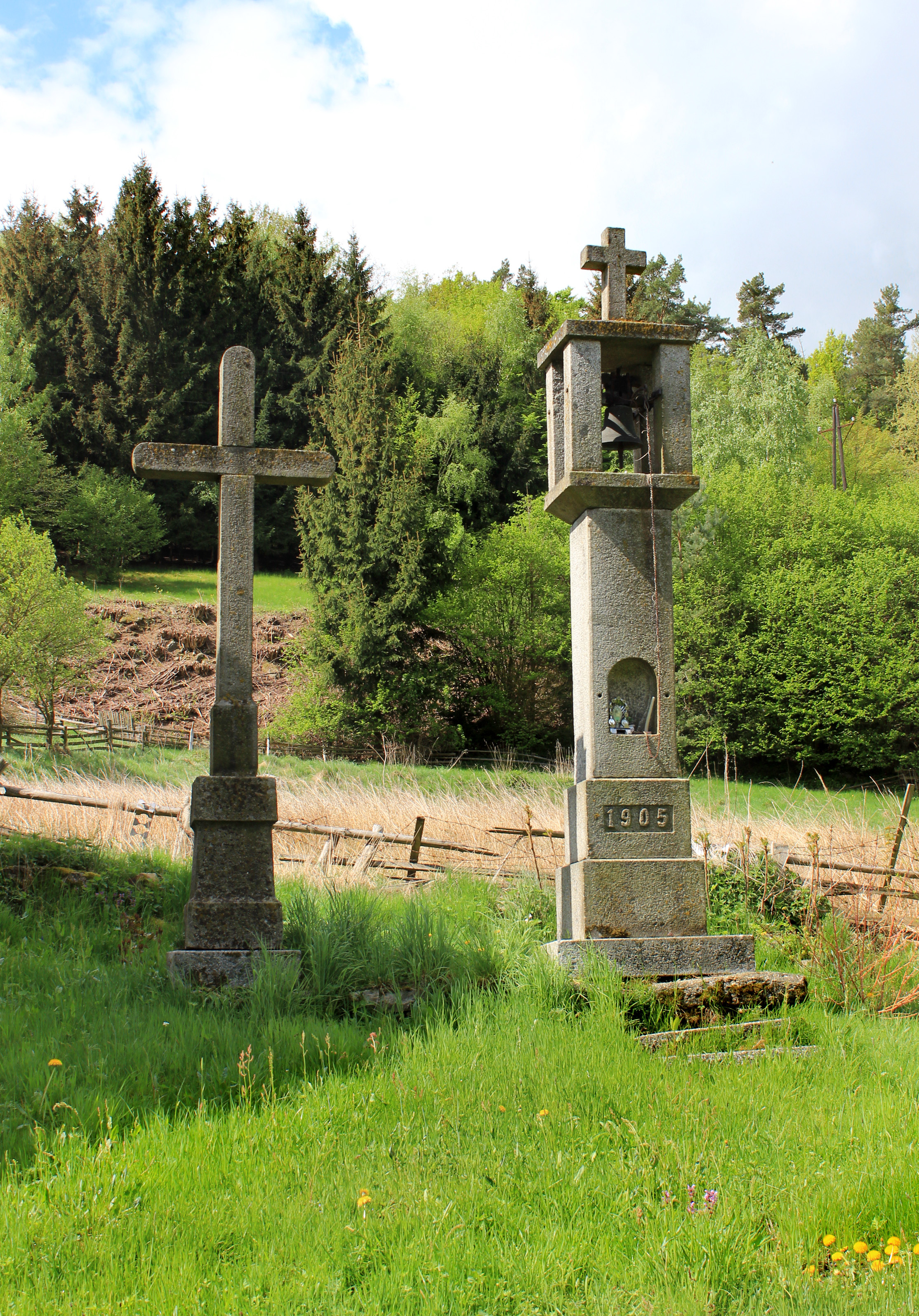
Křížek a zvonice
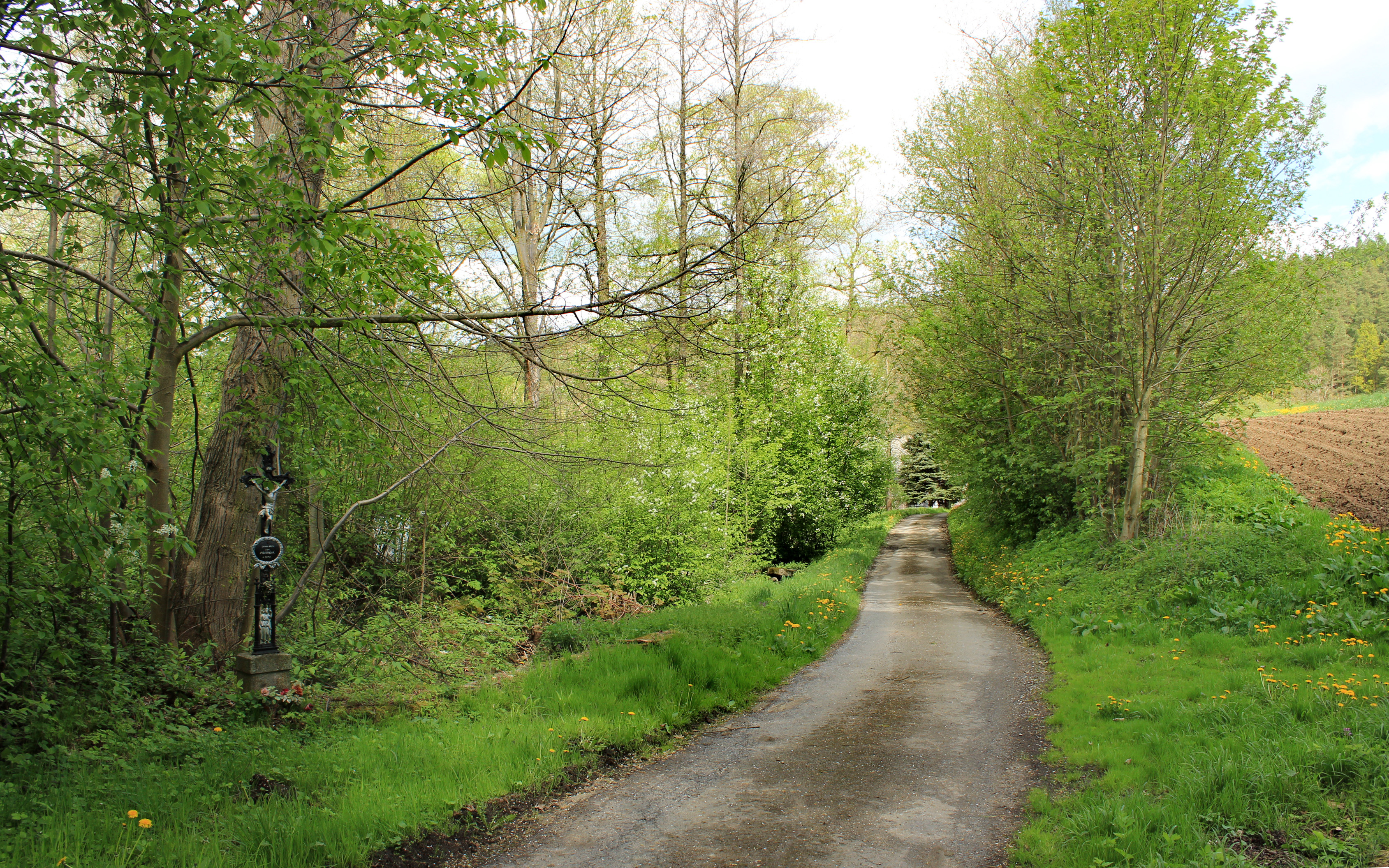
Jediná příjezdová cesta